# Solimana
Ne doit pas être confondu avec Royaume de Solimana.
Solimana est une localité située dans le département de Nouna de la province du Kossi dans la région de la Boucle du Mouhoun au Burkina Faso.

## Santé et éducation
Solimana accueille un dispensaire isolé tandis que le centre de santé et de promotion sociale (CSPS) et le centre médical avec antenne chirurgicale (CMA) se trouvent à Nouna.
Le village possède une école primaire publique.